# 英國彈戲
英國彈戲(Shove ha'penny)，是流行在英國的彈局遊戲，但與其他各國差別在於英國彈戲類同沙狐球。

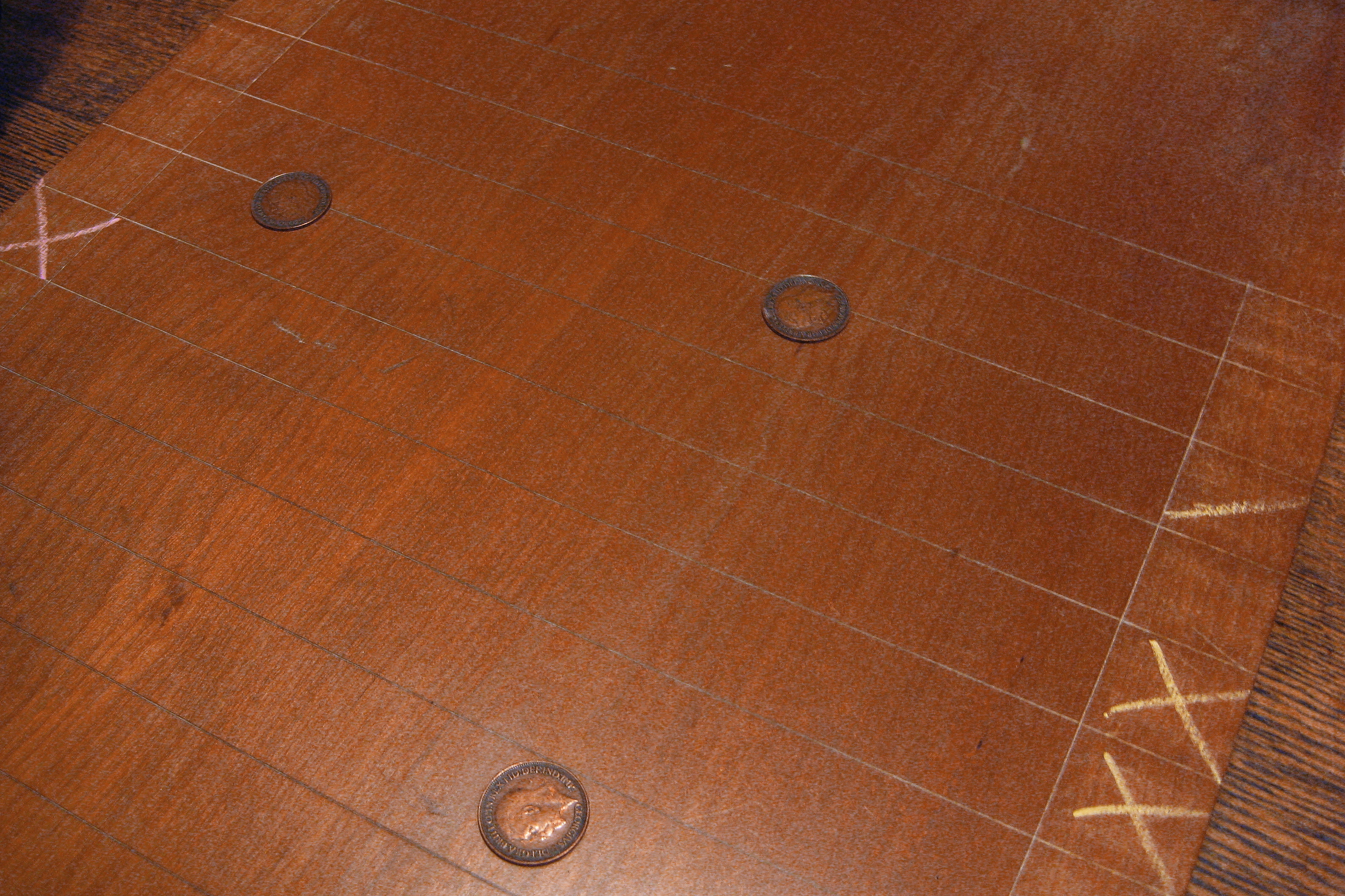
英國彈戲